# Destin Gavet
Pour les articles homonymes, voir Gavet.
Destin Gavet, né à Dolisie au Congo le 10 mars 1991, est un homme politique de la République du Congo, président exécutif du parti politique de l'opposition Mouvement Républicain et vice-président de l'inter-coalition des partis de l'opposition congolaise,,.

## Biographie

### Jeunesse et études
Après avoir terminé ses études primaires et secondaires à Dolisie avec un baccalauréat général série D, il poursuit des études en sciences pétrolières à l’Institut du pétrole et du gaz (I.p.g) à Kinshasa en RDC, où il obtient son diplôme d’ingénieur technicien en sciences et techniques pétrolières.
En octobre 2022, il reprend ses études à l’Institut du pétrole et du gaz (I.p.g), s’inscrivant au deuxième cycle pour obtenir un diplôme d’ingénieur en géologie du pétrole. Parallèlement, il poursuit son activité politique .

### Carrière politique et professionnelle
En 2014, il créait une association politique des jeunes luttant contre les anti-valeurs. Après l'adoption de la loi interdisant les associations politiques en République du Congo en mai 2017, il transforme cette association en parti politique, le Mouvement républicain (M.R), créé en août 2017.

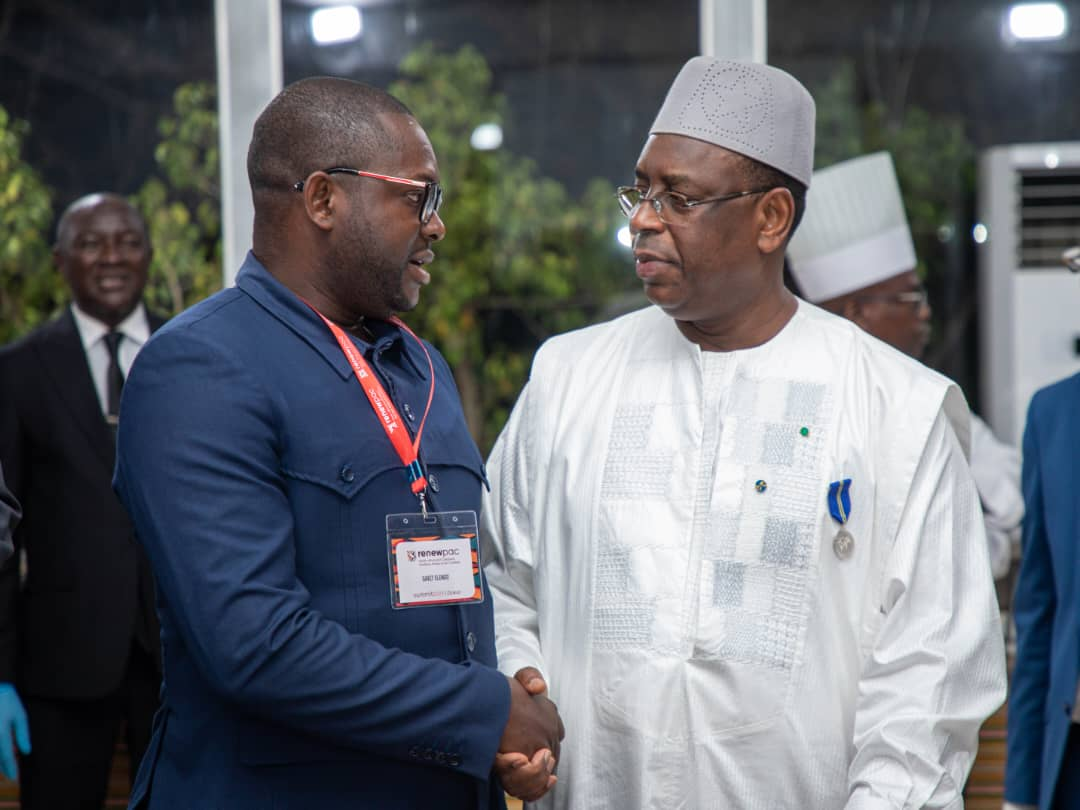
Destin Gavet avec le président du Sénégal Macky Sall, lors de la réception des présidents des partis politiques membres du réseau libéral africain au palais.

Le 25 mai 2019, le M.R commence ses activités nationales. En octobre 2020, lors d'une conférence à Brazzaville, il se déclare candidat à l'élection présidentielle de mars 2021, mais décide finalement de soutenir Guy Brice Parfait Kolélas fin février 2021. Il devient alors son représentant dans les départements du Niari, de la Bouenza et de la Lékoumou. Le décès de Kolélas compromet son objectif d’alternance démocratique lors de cette élection.
En 2021 lors de l'élection présidentielle, il œuvre avec des membres de l'opposition pour l'alternance démocratique au Congo. Il a été représentant du candidat de l'opposition Guy Brice Parfait Kolélas. Il est membre de la Plateforme Alliance pour l’alternance démocratique en 2026 (2A.d-26), aux côtés de Jean-Pierre Agnangoye et Jean Jacques Serge Yhombi Opango.
En octobre 2022, il participe en tant qu’observateur à l’assemblée générale du Réseau libéral africain à Johannesburg. Un mois plus tard, il fait adhérer l’Union des jeunes du Mouvement républicain (U.j-M.r) à la Fédération internationale de la jeunesse libérale. À Brazzaville, son parti lance une campagne pour la libération des prisonniers politiques, dont le général Jean-Marie Michel Mokoko, arrêté le 2 décembre 2022 et libéré le 6 décembre. À partir de janvier 2023, il entreprend une mini-tournée en Afrique, visitant le Gabon, la Zambie, le Mali, l’Éthiopie et la République Démocratique du Congo.
Le 2 décembre 2022, il a été appréhendé à Pointe-Noire sans qu'il ne soit informé des motifs de son arrestation. Il a été relâché une semaine plus tard,.
Il crée, en collaboration avec deux autres dirigeants politiques de l'opposition, une plateforme politique 2.a.d-26 (Alliance pour l’alternance démocratique en 2026) le 13 avril 2023, qui regroupe les partis Pa.pe, R.d.d, et M.r. Il est nommé président en exercice de cette plateforme pour un mandat de six mois, à compter du 7 mai 2023, jour de la première convention. À partir du 12 mai 2023, il effectue une tournée en Europe (France, Belgique, Pays-Bas, Suède, Allemagne) pour présenter sa vision politique. En juillet, il entreprend une seconde tournée en Afrique, visitant le Gabon, la Guinée Équatoriale, le Cameroun et le Sénégal. Il est marié et père de quatre enfants .
Cette alliance comprend trois partis politiques, dont le Rassemblement pour la démocratie et le développement (RDD) dirigé par l'ancien président Jacques Joachim Yhomby-Opango. Leur objectif déclaré est de favoriser un changement de pouvoir, alors que le président Denis Sassou Nguesso pourrait se présenter pour un cinquième mandat en 2026.